# Brassaiopsis pseudoficifolia
Brassaiopsis pseudoficifolia är en araliaväxtart som beskrevs av Lowry och C.B.Shang. Brassaiopsis pseudoficifolia ingår i släktet Brassaiopsis och familjen Araliaceae. Inga underarter finns listade.